# Daniel Ross Owens
Daniel Ross Owens (Franklin, 13 dicembre 1983) è un attore statunitense.

## Filmografia

### Cinema
- L'amore giovane (The Hottest State), regia di Ethan Hawke (2006)
- Balls Out: Gary the Tennis Coach, regia di Danny Leiner (2009)
- The Final, regia di Joey Stewart (2010)
- Rosewood Lane, regia di Victor Salva (2011)
- Unlimited, regia di Nathan Frankowski (2013)
- Hana, regia di Bunee Tomlinson (2014)
- Dark House, regia di Victor Salva (2014)

### Televisione
- Prison Break, serie TV, 1 episodio (2007)
- Lie to Me, serie TV, 1 episodio (2009)
- Beautiful, serie TV, 2 episodi (2010)
- Detroit 1-8-7, serie TV, 1 episodio (2010)
- The Lying Game, serie TV, 1 episodio (2012)
- Banshee - La città del male (Banshee), serie TV, 10 episodi (2013)
- Banshee Origins: Passed Over, miniserie TV (2013)
- Banshee Origins, serie TV, 1 episodio (2013)
- Zombie Night, regia di John Gulager - film TV (2013)
- True Detective, serie TV, 1 episodio (2014)

## Doppiaggio
- Brothers in Arms: Road to Hill 30 (2005)
- Brothers in Arms: Hell's Highway (2007)